# Semicossyphus
Semicossyphus – rodzaj ryb okoniokształtnych z rodziny wargaczowatych.

## Klasyfikacja
Gatunki zaliczane do tego rodzaju:

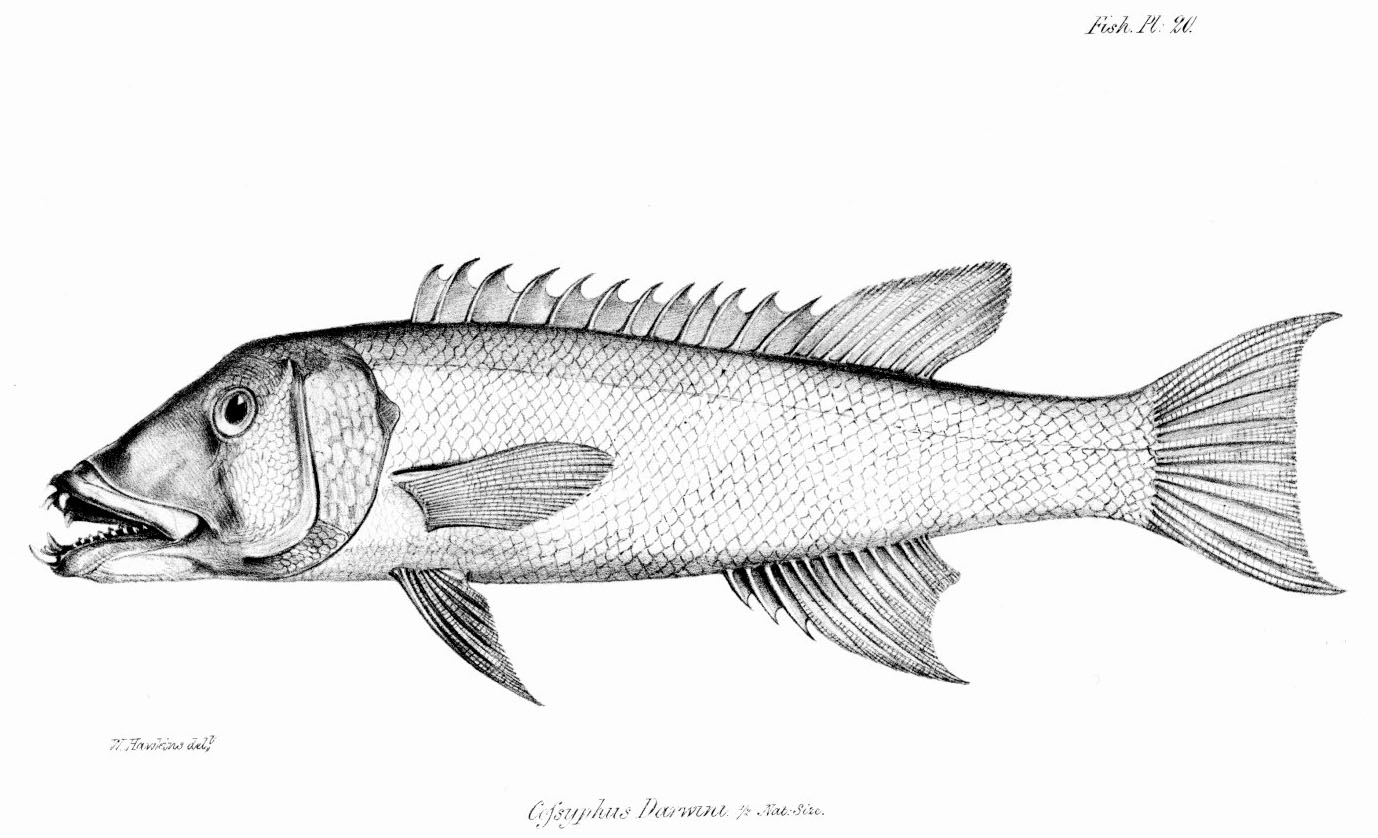
Semicossyphus darwini
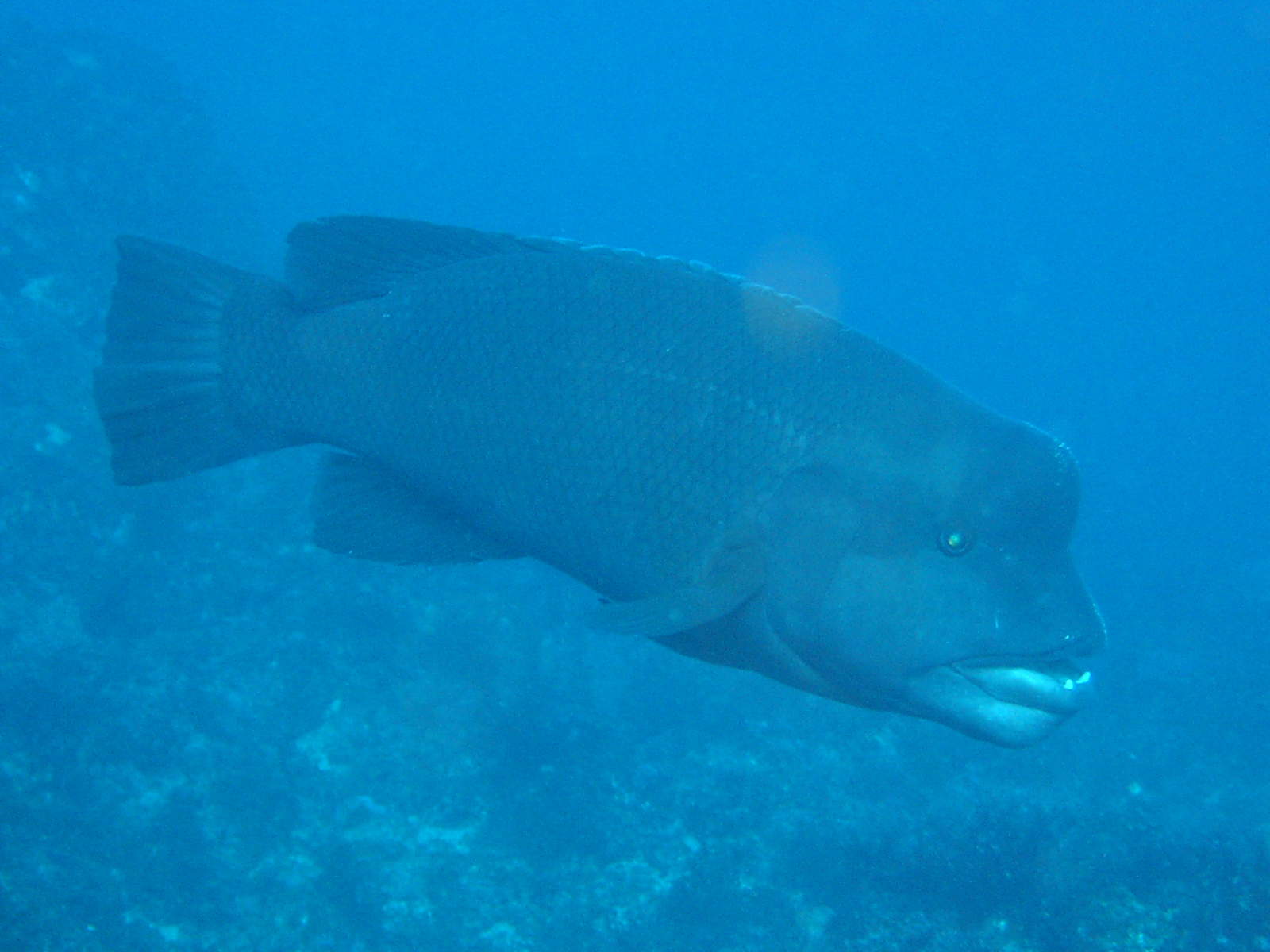
Semicossyphus pulcher
- Semicossyphus reticulatus

- Semicossyphus darwini
- Semicossyphus reticulatus